# نشامه (یمن)
نشامه نام روستایی است در عزلهٔ (بلدة لهاب)، در ناحیهٔ (النسامین)، از توابع استان لَحِج در کشور یمن در شبه جزیره عربستان.
جمعیت آن ۲۳۵ نفر (۱۵ خانوار) می‌باشد.